# Sofifi
Sofifi is de hoofdstad van de Indonesische provincie Noord-Molukken en ligt in het centrale deel van het eiland Halmahera. De stad had in 2016 een bevolking van 36.197 inwoners.
Bij de vorming van de provincie Noord-Molukken in 1999, werd Sofifi als provinciale hoofdstad aangewezen. De stad werd echter pas op 4 augustus 2010 ingehuldigd als zetel van het provinciale bestuur. Deze vertraging kwam door het ontbreken van de voor een provinciehoofdstad vereiste infrastructuur. Daarom diende Ternate in de periode 1999-2010 als tijdelijke zetel van het provinciale bestuur.